# Clay (Virgínia Ocidental)
Clay é uma cidade  localizada no estado norte-americano de Virgínia Ocidental, no Condado de Clay.

## Demografia
Segundo o censo norte-americano de 2000, a sua população era de 593 habitantes.
Em 2006, foi estimada uma população de 573, um decréscimo de 20 (-3.4%).

## Geografia
De acordo com o United States Census Bureau tem uma área de
1,7 km², dos quais 1,5 km² cobertos por terra e 0,2 km² cobertos por água. Clay localiza-se a aproximadamente 402 m acima do nível do mar.

## Localidades na vizinhança
O diagrama seguinte representa as localidades num raio de 36 km ao redor de Clay.